# عثمان أشقين باك
عثمان أشقين باك (ولد في 11 أكتوبر 1966) هو مهندس مكنيّ تركي وسياسي ووزير الشباب والرياضة الحالي.